# Um Mitternacht, WAB 89
Um Mitternacht (À minuit), WAB 89, est une œuvre chorale composée par Anton Bruckner en 1864.

## Historique
Bruckner a composé l'œuvre sur un texte de Robert Prutz le 12 avril 1864, pour la Liedertafel Sängerbund de Linz (la Liedertafel rivale de Frohsinn). L'œuvre a été exécutée le 11 décembre 1864 par Sängerbund dans la Redoutensaal sous la baguette de Bruckner,.
L'œuvre, dont le manuscrit original est archivé à l'Österreichische Nationalbibliothek,, a d'abord été publiée par Viktor Keldorfer (Universal Edition) en 1911, avec la version ultérieure (WAB 90) et l'autre « chant de minuit » (Mitternacht, WAB 80).
L'œuvre est éditée dans le Volume XXIII/2, no 17 de la Bruckner Gesamtausgabe.

## Texte
Um Mitternacht utilise un texte de Robert Prutz.
| Um Mitternacht, in ernster Stunde, Tönt oft ein wundersamer Klang. ’s Ist wie aus liebem Muttermunde Ein freundlich tröstender Gesang. In süßen, unbelauschten Tränen Löst er des Herzens bange Pein, Und alles unmutvolle Sehnen Und allen Kummer wiegt er ein. Als käm’ der Mai des Lebens wieder, Regt sich’s im Herzen wunderbar: Da quillen Töne, keimen Lieder, Da wird die Seele jung und klar. So tönet oft das stille Läuten, Doch ich versteh’ die Weise nie, Und nur mitunter möcht’ ich’s deuten, Als wär’s der Kindheit Melodie. | À l'heure grave de minuit, Résonne souvent une merveilleuse mélodie. C'est comme, sortant de la chère bouche de la mère, Un chant sympathiquement réconfortant. Avec de douces et silencieuses larmes Il libère le cœur de l'anxieuse douleur, Et de tous les désirs découragés Et toute la tristesse, qui s'y sont insérés. Comme si le printemps de la vie revenait, Le cœur bat merveilleusement : Puis la mélodie émerge et le chant naît, Et l'âme devient jeune et pure. Ainsi résonne ce chant silencieux, Dont je n'ai jamais compris la mélodie, J'aimerais un jour l'interpréter, Comme si c'était la mélodie de mon enfance. |

## Composition
L'œuvre de 56 mesures en fa mineur est conçue pour chœur d'hommes (TTBB), soliste alto et piano. Dans la 1re strophe, la tonalité de fa mineur crée un fond mystique, dont le chœur d'hommes émerge accompagné par des pédales et des lignes du piano à l'unisson en quintes vides. Les 2e et 3e strophes sont chantées par la soliste alto avec accompagnement du chœur. Dans la 4e strophe, la mélodie de la 1re strophe est chantée à nouveau par le chœur et la soliste. Les mesures 14-16 (fin de la 1re strophe) et 27-34 (3e strophe) sont chantées a cappella. L'œuvre se termine par un solo du piano en pianissimo.
Dans la première édition de 1911, Keldorfer écrivit Das Zaubrische der Mondscheinpoesie scheint Bruckners sensibele Natur ganz besonders gefangen genommen zu haben. Im Bann solch traumhaft mystischer Stimmungen schuf er drei 'Mitternachts-Chöre'. (L'enchantement de la poésie du clair de lune semble avoir particulièrement séduit la nature sensible de Bruckner. Subjugué par ces sentiments rêveurs mystiques il a ainsi composé trois « chants de minuit »).

## Discographie
Um Mitternacht, WAB 89, est l'un des Weltliche Chorwerke le plus populaires de Bruckner. Le premier enregistrement  a eu lieu par Robert Kühbacher avec les Wiener Sängerknaben en 1955 – LP : Philips N 00726 R
Une sélection des quelque 10 autres enregistrements :
- Hubert Günther, Ingrid Günther (Alto), Männergesangverein Concordia Hamm, Willy Nölling (Piano), Musik im Schloss – LP : Grenat G 40 107, vers 1976
- Guido Mancusi, Julia Bernheimer (Alto), Chorus Viennensis, Walter Lochmann (Piano), Musik, du himmlisches Gebilde! – CD : ORF CD 73, 1995
- Thomas Kerbl, Katrin Wundsam (Alto), Männerchorvereinigung Bruckner 08, Mariko Onishi (Piano), Anton Bruckner – Männerchöre – CD : LIVA027, 2008
- Jan Schumacher, Alison Browner (Mezzo-soprano), Musica Camerata Limbourg, Andreas Frese (Piano), Serenade. Songs of night and love – CD : Genuin GEN 12224, 2011
- Markus Stumpner, Erinnerung - Bruckner in St. Florian, Sankt Florianer Sängerknaben – CD: Solo Musica SM 450, 2024

## Sources
- Anton Bruckner – Sämtliche Werke, Band XXIII/2: Weltliche Chorwerke (1843-1893), Musikwissenschaftlicher Verlag der Internationalen Bruckner-Gesellschaft, Angela Pachovsky et Anton Reinthaler (Éditeurs), Vienne, 1989
- Cornelis van Zwol, Anton Bruckner 1824-1896 – Leven en werken, uitg. Thot, Bussum, Pays-Bas, 2012.  (ISBN 978-90-6868-590-9)
- Uwe Harten , Anton Bruckner. Ein Handbuch. Residenz Verlag, Salzbourg, 1996.  (ISBN 3-7017-1030-9).
- Crawford Howie, Anton Bruckner - A documentary biography, édition révisée en ligne